# Teppanyaki

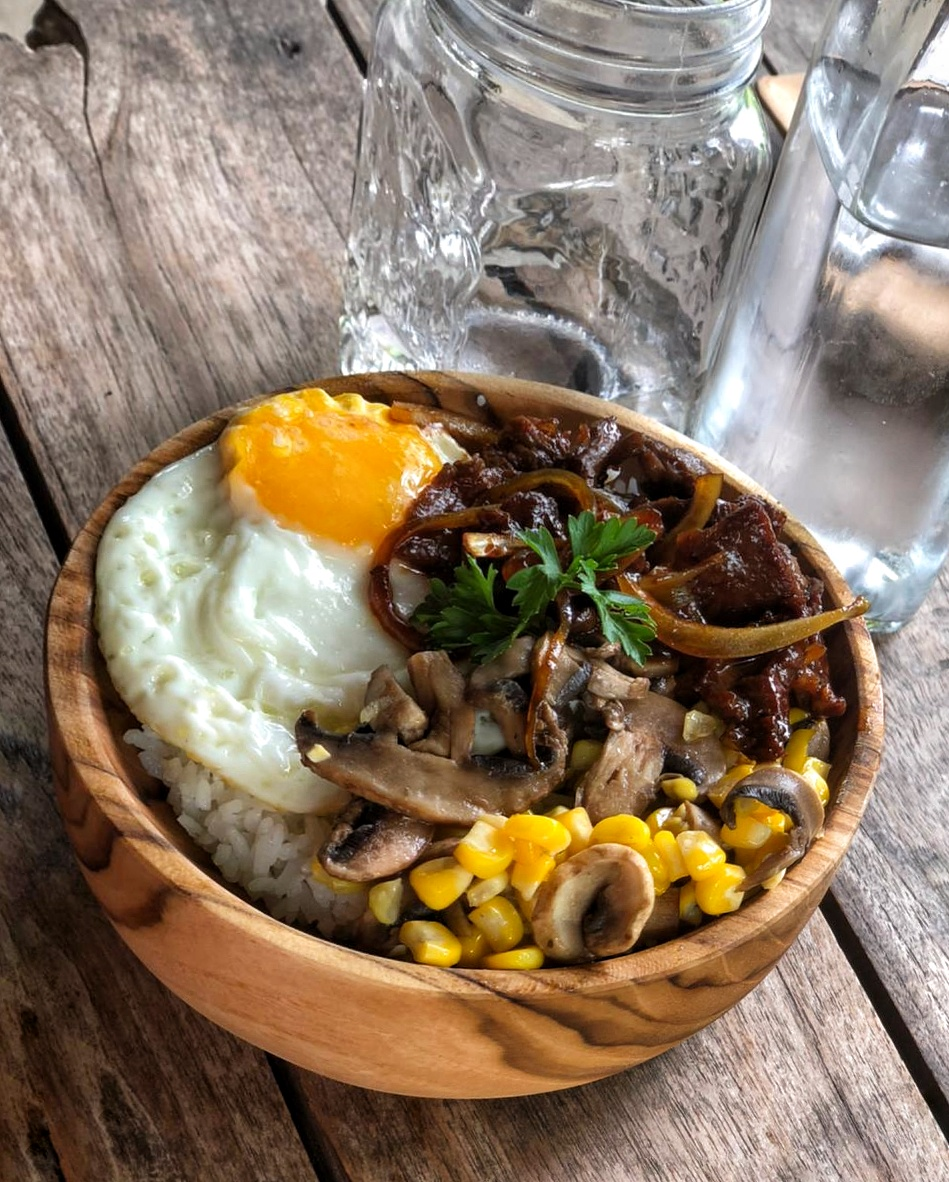
Teppanyaki Sapi

El Teppanyaki (Teppanyaki (鉄板焼き, teppan'yaki)) és un tipus de plat de menjar japonès que utilitza una planxa d'acer per a cuinar els aliments.

## Etimologia
La paraula teppanyaki deriva de yaki (焼き), que significa «rostit», «fet a la planxa» i teppan (鉄板), que significa «planxa de ferro».

## Al Japó
Al Japó, teppanyaki es pot referir a algun dels molts platets cuinats utilitzant un ”teppan”, incloent okonomiyaki, yakisoba i monjayaki, sovint localitzats com a plat calent al centre de la taula. La forma més popular de teppanyaki en occident consisteix en carn, i altres elements acompanyats de vegetals. Als Estats Units també es coneix pel nom de hibachi, i els establiments són coneguts com “Steakhouse japonès”.

## Ingredients
Els ingredients més comuns en el teppanyaki són la carn de bou, milanesa, llagosta, pollastre i vegetals diversos i es cuinen utilitzant salsa de soia. Al Japó molts restaurants ofereixen carn de la ciutat de Kōbe (tant de bou com de vedella molt apreciada en el món dels gurmets). Usualment sol acompanyar-se amb platets com el zucchini, talls d'all, arròs fregit, etc. A més alguns restaurants ofereixen algunes salses per a remullar el menjar; en general al Japó s'ofereix salsa de soia.

## Origen
La cadena japonesa de restaurants Misono va introduir aquest platet amb un concepte influenciat per la cuina “occidental” del teppan al Japó el 1945. Aviat es van adonar que el platet era més popular entre els estrangers que entre els japonesos mateixos, que gaudien tant de veure l'espectacle d'habilitats dels cócs que preparaven els aliments, com la cuina mateixa, més familiar que els platets de menjar tradicional japonès. Al moment en què aquest tipus de restaurants van esdevenir un punt de visita per part dels turistes, la cadena va introduir canvis per a augmentar l'espectacle donat pels caps de cuina, com per exemple, apilar cèrcols de ceba en forma de la Muntanya Fuji i calant-los-hi foc, fent un volcà flamejant de cebes.

## Als Estats Units
Als Estats Units el teppanyaki es va fer famós gràcies al restaurant Benihana, cadena que va obrir el seu primer restaurant a Nova York en 1964. Aquesta i altres cadenes existents continuen a cultivar l'aspecte d'espectacle fet pel cap de cuina, introduint un altre tipus de variacions i trucs, i fins malabarismes amb els utensilis, com ara llançar una gambeta amb la bossa de la camisa, ventar un ou en l'aire i escampar-lo amb el ganivet, i llançar trossos de gambeta aplanada en la boca dels comensals.

## A Taiwan
El teppanyaki també és popular a Taiwan (encara que usualment sense l'espectacle fets pels cócs) i inspirat en la creació de platets similars a l'anomenada barbacoa mongola.